# محمدآباد سوران
محمدآباد سوران روستایی در دهستان لادیز بخش لادیز شهرستان میرجاوه استان سیستان و بلوچستان ایران است.

## جمعیت
بر پایه سرشماری عمومی نفوس و مسکن در سال ۱۳۹۵ جمعیت این روستا ۷۰۸ نفر (۱۷۸خانوار) بوده‌است.